# Yuri Kotsiubinski
Yuri Mijáilovich Kotsiubinski (ucraniano: Юрій Михайлович Коцюбинський) (Vínnitsa, Gobernación de Podolia, Imperio Ruso, 7 de diciembre de 1896 – Kiev, Unión Soviética, 8 de marzo de 1937) fue un revolucionario bolchevique y político soviético de etnia ucraniana, miembro del Consejo de Comisarios del Pueblo y cofundador del Ejército de Cosacos Rojos de la República Socialista Soviética de Ucrania. Kotsiubinski puede ser clasificado como cosaco rojo.

## Biografía

### Hasta la Revolución
Yuri, como su padre, el escritor ucraniano Mijailo Kotsiubinski, nació en Vínnitsa, en la Gobernación de Podolia. Estudió en el gimnasio de Chernígov. En 1913, Yuri se unió al Partido Obrero Socialdemócrata de Rusia (bolchevique) y en 1916 fue movilizado por el Ejército Imperial ruso. Más tarde estudió en la escuela de práporschiks en Odesa y sirvió en Petrogrado. En la entonces capital rusa, Kotsiubinski lideró la agitación contra la guerra entre los soldados por lo que fue arrestado en varias ocasiones por el Gobierno Provisional. Allí también se convirtió en miembro de la organización militar del Comité de Petrogrado del Partido Bolchevique, comisario del Regimiento de Reserva de la Guardia Lieib Semiónovski, jefe de la Guardia Roja y comandante de la región de Moscú-Narva (Petrogrado).

### Tras la Revolución
Con su futuro cuñado Vitali Primakov, Kotsiubinski tomó parte activa en el asalto al Palacio de Invierno durante la Revolución de Octubre. Más tarde encabezó el destacamento de la Guardia Roja en el distrito de Moscú-Narva contra las fuerzas de Aleksandr Kérenski y Piotr Krasnov, siendo asimismo comandante del mencionado distrito. En diciembre de 1917 fue nombrado vicesecretario de Asuntos Militares de la República Soviética de Ucrania y más tarde ejerció como secretario interino. En enero de 1918 fue designado jefe de Estado Mayor de la República Soviética de Ucrania y presidente del colegio militar, encabezando nominalmente el ejército de guardias rojos de Petrogrado y marinos del Báltico en la lucha contra las fuerzas nacionales de la República Popular Ucraniana ocupando Kiev en febrero de 1918. En realidad el ejército estaba liderado por Mijaíl Muraviov, quien estaba subordinado a Vladímir Antónov-Ovséyenko.
En marzo de 1918, Kotsiubinski fue elegido miembro del Comité Ejecutivo Central Panucraniano y asimismo fue nombrado Secretario del Pueblo de Asuntos Internos. En julio de 1918 entró en el Comité Militar Revolucionario Central de toda Ucrania. Desde noviembre de 1918 fue miembro del reinstalado Gobierno bolchevique ucraniano, el Gobierno Provisional de Obreros y Campesinos de Ucrania. Durante 1919-1920, Kotsiubinski encabezó varias direcciones regionales del partido en Chernígov y Poltava. Entre abril y noviembre de 1919 fue presidente del comité ejecutivo de la Gobernación de Chernígov. Desde 1920 llevó a cabo misiones diplomáticas en Austria y Polonia, hasta 1930. En 1922-1923 fue auditor de cursos de marxismo en la Academia Socialista. En 1930, Kotsiubinski fue nombrado vicepresidente del DerzhPlan; en septiembre de 1933 ocupó el cargo de presidente de ese organismo y fue designado vicepresidente del Consejo de Comisarios del Pueblo de la RSS de Ucrania. Durante aquellos últimos siete años fue miembro del Comité Central del Partido Comunista (Bolchevique) de Ucrania y del Comité Ejecutivo Central de Ucrania.

### Detención
En noviembre de 1934, Kotsiubinski fue despedido de su trabajo, perdiendo su cargo en el Comité Central. En febrero de 1935 fue detenido siendo acusado de «actividades antisoviéticas» y condenado por orden del Cuerpo Especial del NKVD a seis años de exilio en Almatý. En marzo de 1935 fue expulsado del partido. En octubre de 1936 fue arrestado de nuevo mientras se encontraba en el exilio y trasladado a Kiev. Allí, junto a Vasyl Poraiko, Holubenko, Tytar, Tyrchuk, Volodýmyr Lóhinov y Pleskachevski, fue acusado de dirigir las actividades de un «centro trotskista secreto» en Ucrania (la «Oposición Trotskista Ucraniana») bajo las órdenes de Gueorgui Piatakov.
El 8 de marzo de 1937 fue condenado por el Colegio Militar de la Corte Suprema de la URSS y ejecutado por un pelotón de fusilamiento un poco más tarde el mismo día. En diciembre de 1955 fue rehabilitado.